# سمپسون گمجی
سمپسون گمجی (انگلیسی: Sampson Gamgee) پزشک و جراح اهل انگلستان بود. او در سال ۱۸۸۰ میلادی پانسمان و گاز موسوم به گاز گمجی یا پانسمان گمجی  را ابداع کرد.